# 牛强
牛强（1954年—），中华人民共和国外交官，曾任中华人民共和国驻厄立特里亚国特命全权大使。

## 生平
1977年，进入中共中央对外联络部工作，先后在中联部七局、中联部办公厅、中国人民争取和平与裁军协会、驻英国大使馆任职。1996年，任中联部一局副局长。1999年，任中国人民争取和平与裁军协会副秘书长。2001年，任中国人民争取和平与裁军协会秘书长。2012年6月，出任中华人民共和国驻厄立特里亚大使。2014年10月，自驻厄立特里亚大使离任。

## 家庭
已婚，有一女。